# Red Lodge (Montana)
Red Lodge is een plaats (city) in de Amerikaanse staat Montana, en valt bestuurlijk gezien onder Carbon County.

## Demografie
Bij de volkstelling in 2000 werd het aantal inwoners vastgesteld op 2177.
In 2006 is het aantal inwoners door het United States Census Bureau geschat op 2455, een stijging van 278 (12,8%).

## Geografie
Volgens het United States Census Bureau beslaat de plaats een oppervlakte van
6,7 km², geheel bestaande uit land.

## Plaatsen in de nabije omgeving
De onderstaande figuur toont nabijgelegen plaatsen in een straal van 36 km rond Red Lodge.

## Geboren
- Dick Lammi (1909-1969), jazz-banjospeler, tubaïst en bassist